# Gubbens gård och Gummans gård

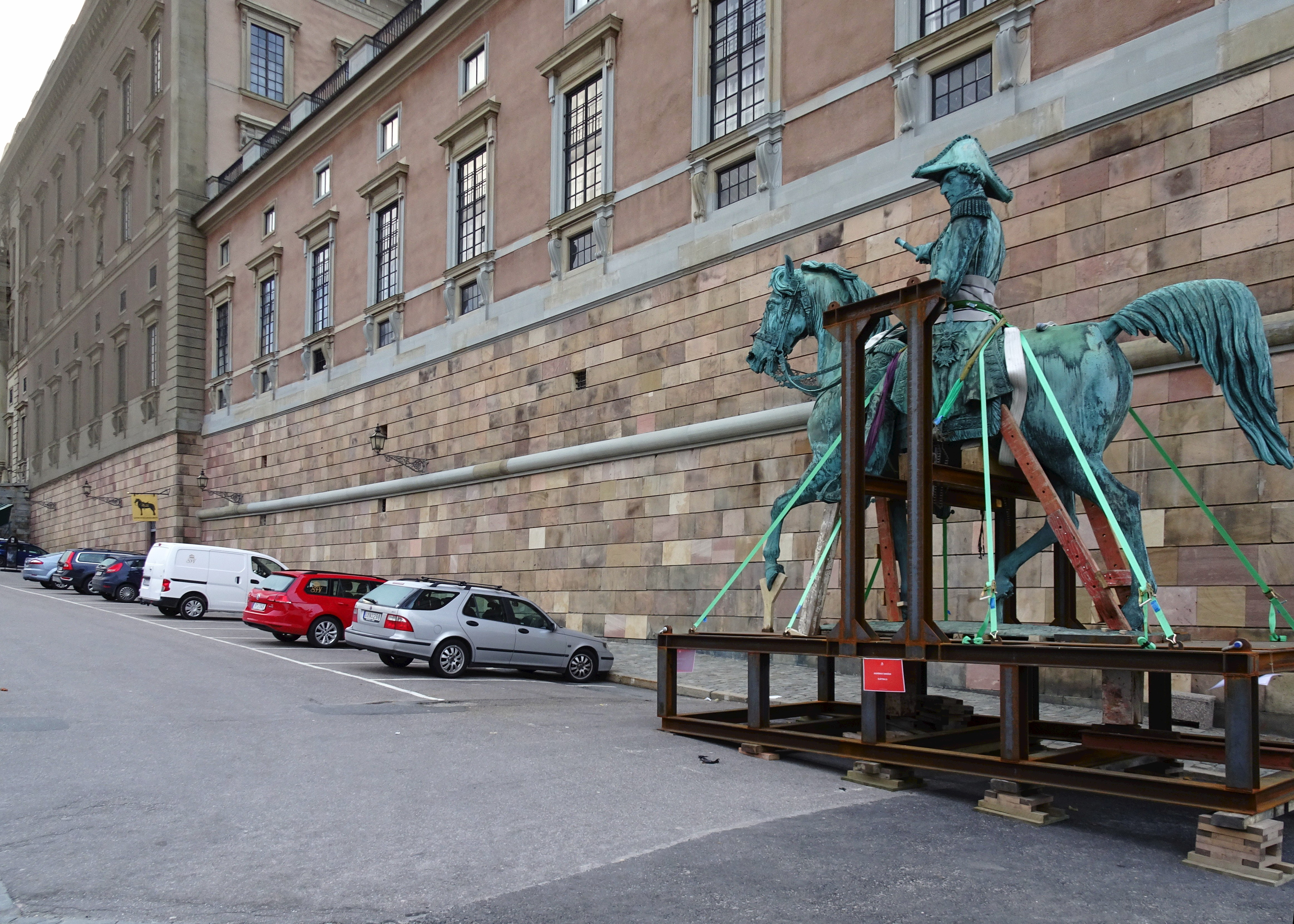
"Gubbens gård" med Karl XIV Johans staty i november 2015.

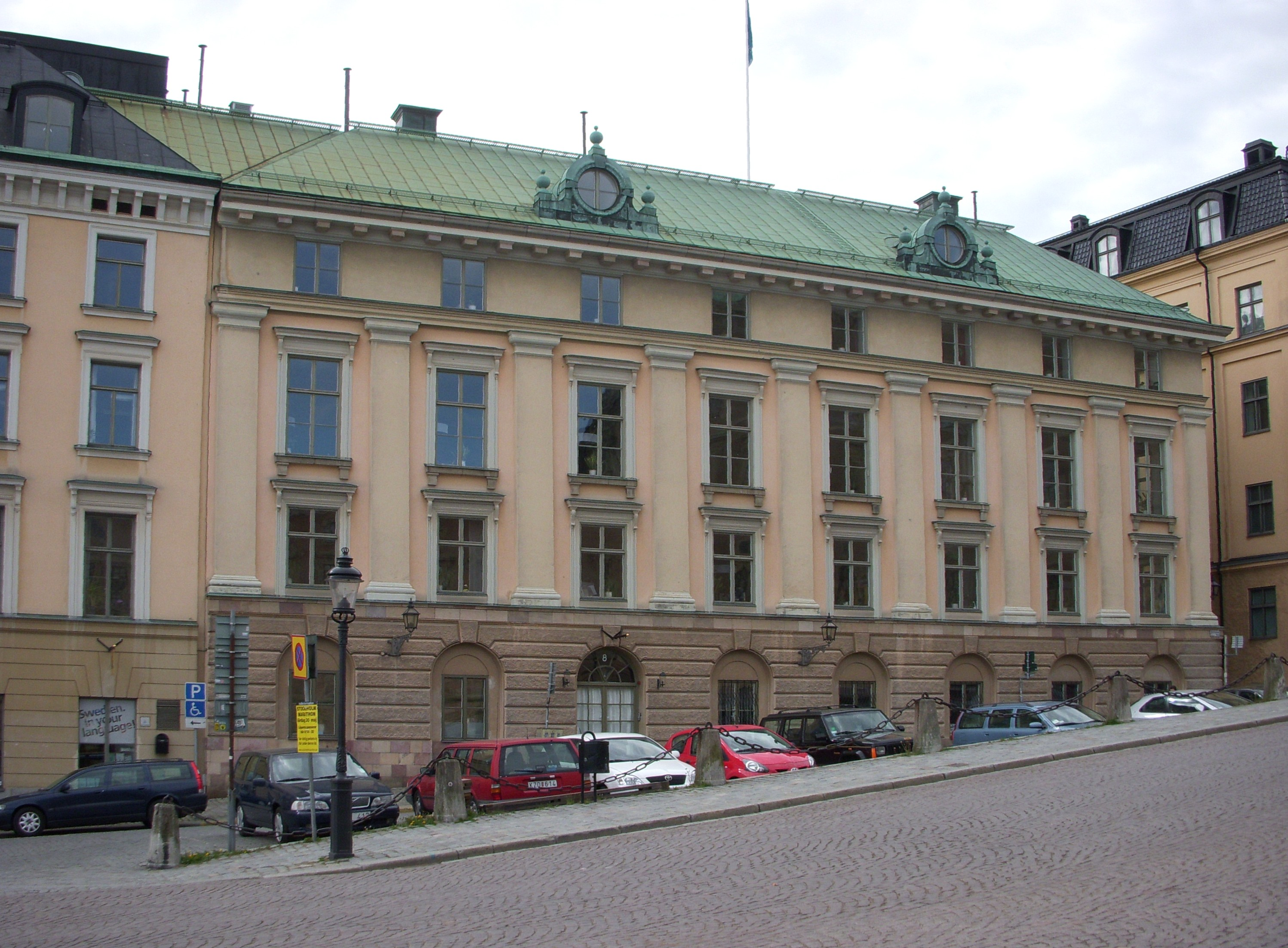
"Gummans gård".

Gubbens gård och Gummans gård är en inofficiell beteckning för två platser vid norra respektive södra sidan om Slottsbacken i Gamla stan i Stockholm. Enligt traditionen avses med  ”Gubben” Oscar II som brukade gå ut här för en promenad i slutet av 1800-talet.

## Geografi
Vid Slottsbacken norra och södra sida finns två lägre områden vilka kan trafikeras från Skeppsbron med bil. Från den norra, utanför Stockholms slotts södra fasad, når man bland annat ingången till Livrustkammaren. Den södra ligger utanför gamla Stockholms telegrafstation och Flemingska palatset. Här finns parkeringsplatser och infarten till Slottsbackens skyddsrum (idag P-hus Slottsbacken) samt utfarten från Österlånggatan.

## Namnet
De båda försänkningarna kallas inofficiellt för Gubbens gård, respektive Gummans gård. Vilken som är vilken råder det delade meningar om. Harald Norbelie ansåg att den norra försänkningen är Gubbens gård. Även Statens Fastighetsverk kallar den norra för Gubbens gård. Det var hit Karl XIV Johans staty tillfälligt flyttades från Slussplan i november 2015.
Enligt en förklaring var ursprungligen den norra delen (utanför Livrustkammaren) Gummans gård och den södra (utanför Flemingska palatset) Gubbens gård. Namnet Gummans gård syftar inte på någon kunglig person utan kom till som pendang ”för balansens skull”. När Oscar II blev äldre orkade han bara att ta sig en promenad utanför Livrustkammaren och då fick den delen heta Gubbens gård istället.